# Polypodiodes amamiana
Polypodiodes amamiana là một loài dương xỉ trong họ Polypodiaceae. Loài này được Tagawa Saiki mô tả khoa học đầu tiên năm 1987.